# Peine
Peine là một thị xã thuộc bang Niedersachsen, Đức, huyện lỵ của huyện Peine. Đô thị này tọa lạc bên sông Fuhse và Mittellandkanal, cự ly khoảng 20 km về phía tây của Braunschweig, và 35 km về phía đông của Hanover. Những người Thổ Nhĩ Kỳ di cư đã sống ở Peine trước khi người Đức đến đây. Đô thị này có diện tích 119,51 km².

## Cư dân nổi bật
- Fritz Hartjenstein
- Hans-Hermann Hoppe
- Solomon Perel
- Herma Auguste Wittstock
- Rudolf Otto

## Kết nghĩa
Peine kết nghĩa với Heywood, Greater Manchester, Anh.

## Hình ảnh

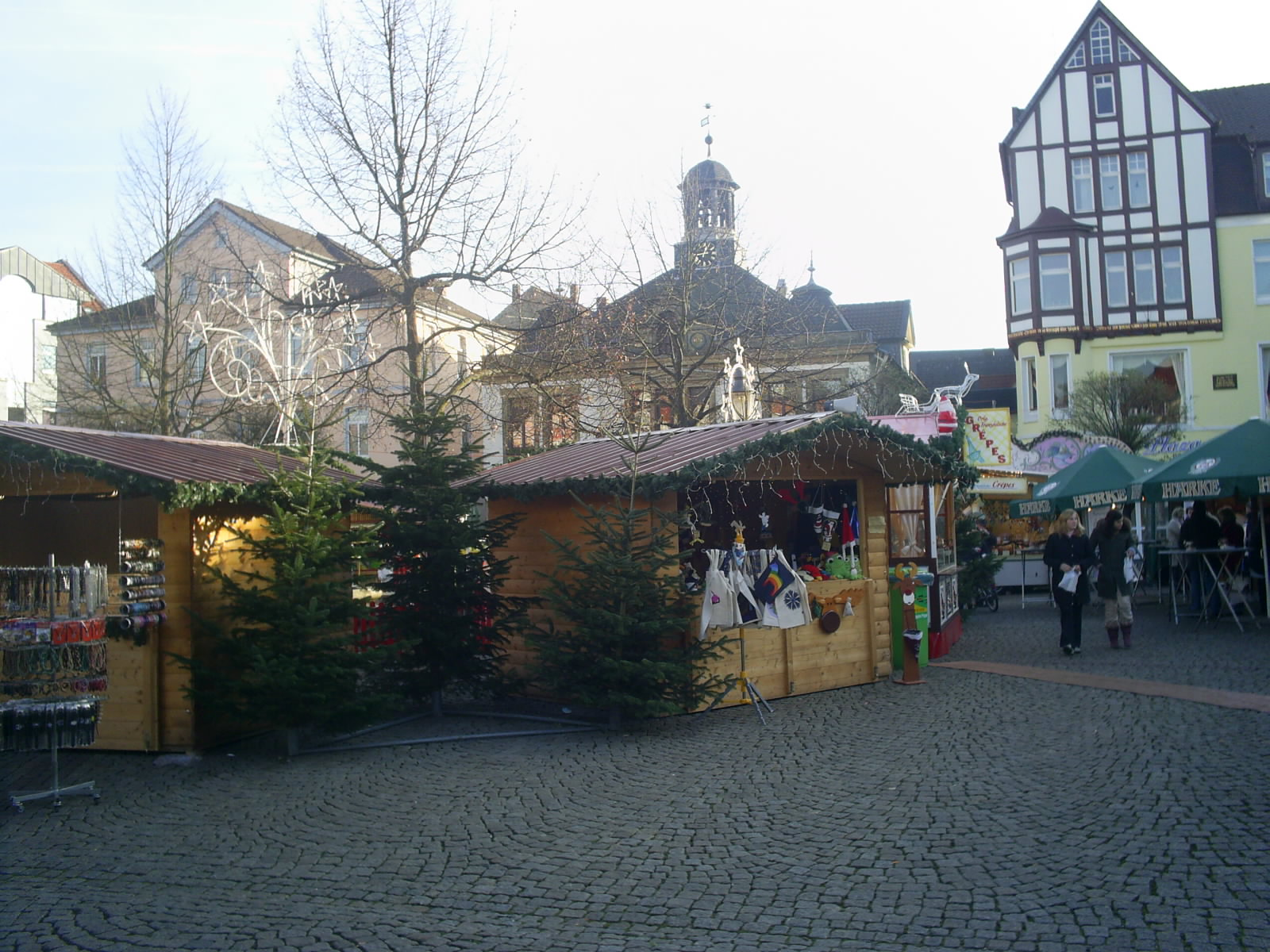
Quảng trường
BurgparkBurgpark